# Michael Doleac
Michael Scott Doleac (ur. 15 czerwca 1977 w San Antonio) – amerykański koszykarz, występujący na pozycjach skrzydłowego oraz środkowego, mistrz NBA z 2006 roku.

## Osiągnięcia
NCAA
- Finalista NCAA (1998)[1]
- Uczestnik rozgrywek:
  - Elite Eight turnieju NCAA (1997, 1998)
  - Sweet Sixteen turnieju NCAA (1996–1998)
  - II rundy turnieju NCAA (1995–1998)
- Mistrz:
  - turnieju konferencji Western Athletic (WAC – 1995, 1997)
  - sezonu regularnego WAC (1995–1998)
- Zaliczony do I składu[2]:
  - WAC (1997–1998)
  - turnieju WAC (1997)
  - NCAA Final Four (1998 przez AP)[3]

NBA
- Mistrz NBA (2006)[4]
- Zaliczony do II składu debiutantów NBA (1999)[2]

Reprezentacja
- Uczestnik mistrzostw świata U–22 (1997 – 5. miejsce)[5][6]